# Selenografi
Selenografi (af månegudinden Selene) er beskrivelsen af Månens overfladeforhold.
En person, der beskæftiger sig med selenografi, kaldes en selenograf.
Et punkt på Månens overflade kan betegnes ved dets selenografiske længde og bredde.
De geografiske formationer på Månens forside blev i hovedtræk navngivet af de italienske jesuitmunke og astronomer Francesco Grimaldi og Giovanni Battista Riccioli i i disses månekort Almagestum novum.

## Selenografi
- Planitia Descensus — Nedstigningens Slette (her ligger Luna 9)

Plateaubasalter:
- Lacus Aestatis — Sommersøen
- Lacus Autumni — Efterårssøen
- Lacus Bonitatis — Godhedens Sø
- Lacus Doloris — Pinselens Sø
- Lacus Excellentia — Fortræffelighedens Sø (her ligger resterne af SMART-1)
- Lacus Felicitatis — Heldets Sø
- Lacus Gaudii — Glædens Sø
- Lacus Hiemalis — Vintersøen
- Lacus Lenitatis — Blidhedens Sø
- Lacus Luxuriae — Overflødighedens Sø
- Lacus Mortis — Dødens Sø
- Lacus Nebularum — Tågernes Sø
- Lacus Oblivionis — Glemselens Sø
- Lacus Odii — Hadets Sø
- Lacus Perseverantiae — Udholdenhedens Sø
- Lacus Solitudinis — Ensomhedens Sø
- Lacus Somniorum — Drømmenes Sø
- Lacus Spei — Håbets Sø
- Lacus Temporis — Tidens Sø
- Lacus Timoris — Frygtens Sø
- Lacus Veris — Forårssøen

- Mare Anguis — Slangehavet.
- Mare Australe — Det Sydlige Hav (for- og bagside).
- Mare Cognitum — Fortrolighedens Hav.
- Mare Crisium (græsk, ikke latin) — Dommenes Hav (for- og bagside). (her ligger resterne af Luna 15)
- Mare Fecunditatis — Frugtbarhedens Hav. (her står Luna 16)
- Mare Frigoris — Kuldens Hav (det nordligste 'hav').
- Mare Humboldtianum — Humboldts Hav (Alexander von Humboldt, 1769-1859).
- Mare Humorum — Fugtighedernes Hav.
- Mare Imbrium — Regnskyllenes Hav (2. største 'hav'). (her er Lunokhod 1 samt resterne af Luna 2)
- Mare Ingenii — Opfindelsernes Hav (bagsiden).
- Mare Insularum — Øernes Hav.
- Mare Marginis — Grænsehavet
- Mare Moscoviense — Moskvahavet (bagsiden)
- Mare Nectaris — Nektarhavet.
- Mare Nubium — Skyhavet. (her ligger resterne af Ranger 7)
- Mare Orientale — Det Østlige Hav (for- og bagside).
- Mare Serenitatis — Klarhedens Hav. (her står Lunokhod 2)
- Mare Smythii — Smyths Hav (engelsk astronom William Henry Smyth, 1788-1865).
- Mare Spumans — Skumhavet.
- Mare Tranquillitatis — Stilhedens Hav (på størrelse med Sortehavet). (Apollo 11)
- Mare Undarum — Bølgernes Hav.
- Mare Vaporum — Tågernes Hav.
- Oceanus Procellarum — Stormenes Hav (største 'hav', på størrelse med Middelhavet). (Apollo 12)

- Palus Epidemiarum — Sygdommenes Sump
- Palus Nebularum — Tågernes Sump
- Palus Putredinis — Forrådnelsens Sump

- Sinus Aestuum — Varmens bugt
- Sinus Amoris — Kærlighedens Bugt
- Sinus Asperitatis — Råhedens Bugt
- Sinus Concordiae — Samdrægtighedens Bugt
- Sinus Fidei — Troens Bugt
- Sinus Honoris — Ærens Bugt
- Sinus Iridum — Regnbuebugten
- Sinus Lunicus — Månebugten
- Sinus Medii — Centralbugten (her står Surveyor 6)
- Sinus Roris — Duggens Bugt
- Sinus Successus — Succesens Bugt